# Långö (naturreservat)
Långö är ett naturreservat i Nyköpings kommun i Södermanlands län.
Området är naturskyddat sedan 1980 och är 2 732 hektar stort. Reservatet omfattar Långö med kringliggande småöar kobbar och vattenytor i Nyköpings skärgård. 